# Jamiliya
Jamiliya (tiếng Ả Rập: الجميلية) là một ngôi làng Syria nằm ở Darkush Nahiyah thuộc huyện Jisr al-Shughur, Idlib. Theo Cục Thống kê Trung ương Syria (CBS), Jamiliya có dân số 612 người trong cuộc điều tra dân số năm 2004.